# William Medina
William Medina (10 de abril de 1968) es un deportista colombiano que compitió en judo. Ganó una medalla de bronce en los Juegos Panamericanos de 1987 en la categoría de –86 kg.

## Palmarés internacional
| Juegos Panamericanos | Juegos Panamericanos          | Juegos Panamericanos | Juegos Panamericanos |
| Año                  | Lugar                         | Medalla              | Categoría            |
| -------------------- | ----------------------------- | -------------------- | -------------------- |
| 1987                 | Indianápolis (Estados Unidos) | Medalla de bronce    | –86 kg               |